# مودابیدری
مودابیدری (به انگلیسی: Moodabidri) یک منطقهٔ مسکونی در هند است که در دکشینا کنادا واقع شده‌است. مودابیدری ۳۹٫۶۲ کیلومتر مربع مساحت و ۲۹٬۴۳۱ نفر جمعیت دارد و ۱۴۷ متر بالاتر از سطح دریا واقع شده‌است.